# Kościół św. Marcina Biskupa w Borzęciczkach
Kościół świętego Marcina Biskupa w Borzęciczkach – rzymskokatolicki kościół parafialny należący do parafii pod tym samym wezwaniem (dekanat Koźmin diecezji kaliskiej).
Jest to świątynia wzniesiona w stylu późnobarokowym w latach 1740–1745 i ufundowana przez braci Andrzeja i Rafała Gajewskich oraz proboszcza Stefana Leciejewskiego na miejscu poprzedniej świątyni wybudowanej przez Krzysztofa Mycielskiego dla Braci Czeskich pod koniec XVI wieku. Z dawnej budowli zachowała się zakrystia w stylu późnorenesansowym i część muru prezbiterium. W 1869 roku została dobudowana nowa sygnaturka, natomiast w latach 1903–1904 powstała kruchta od strony zachodniej. Wyposażenie wnętrza kościoła reprezentuje styl rokokowy. W świątyni są umieszczone trzy płyty nagrobne w stylu późnorenesansowym wykonane z piaskowca – członków rodziny Sulimowskich powstałe na początku XVII wieku.